# مارک والهونستا
مارک والهونستا (انگلیسی: Marc Vallhonesta؛ زادهٔ ۳ دسامبر ۱۹۸۶) بازیکن فوتبال اهل اسپانیا است.
از باشگاه‌هایی که در آن بازی کرده‌است می‌توان به باشگاه فوتبال ژیرونا اشاره کرد.